# Zalew Zesławicki
Zalew Zesławicki – dwa sztuczne zbiorniki wodne znajdujące się na pograniczu Krakowa (Dzielnica XV Mistrzejowice), Raciborowic (gmina Michałowice) oraz Batowic (gmina Zielonki), będące ujęciem wody dla niektórych osiedli Nowej Huty. Nazwa zalewu pochodzi od dawnej wsi Zesławice, przyłączonej do Nowej Huty, a następnie włączonej do Krakowa, na obszarze której powstała zapora i zbiorniki.
Zalew od południa ograniczony jest ul. Gustawa Morcinka, od wschodu ul. Ku Raciborowicom, od północy torami linii kolejowej nr 8, a od zachodu niegdyś planowanym trzecim zbiornikiem (ostatecznie wykopano sam dół zarastający obecnie roślinnością). Zasila go rzeka Dłubnia, która przy wypływie ze zbiorników posiada zaporę spiętrzającą poziom wody.
Zalew powstał w latach 50. XX wieku jako ujęcie wody dla powstającego miasta Nowa Huta. Przestał wykonywać swoją pierwotną funkcję, kiedy w połowie lat 80. XX wieku na rzece Rabie wybudowano zbiornik Dobczycki eliminujący deficyt wodny  Krakowa.

## Galeria

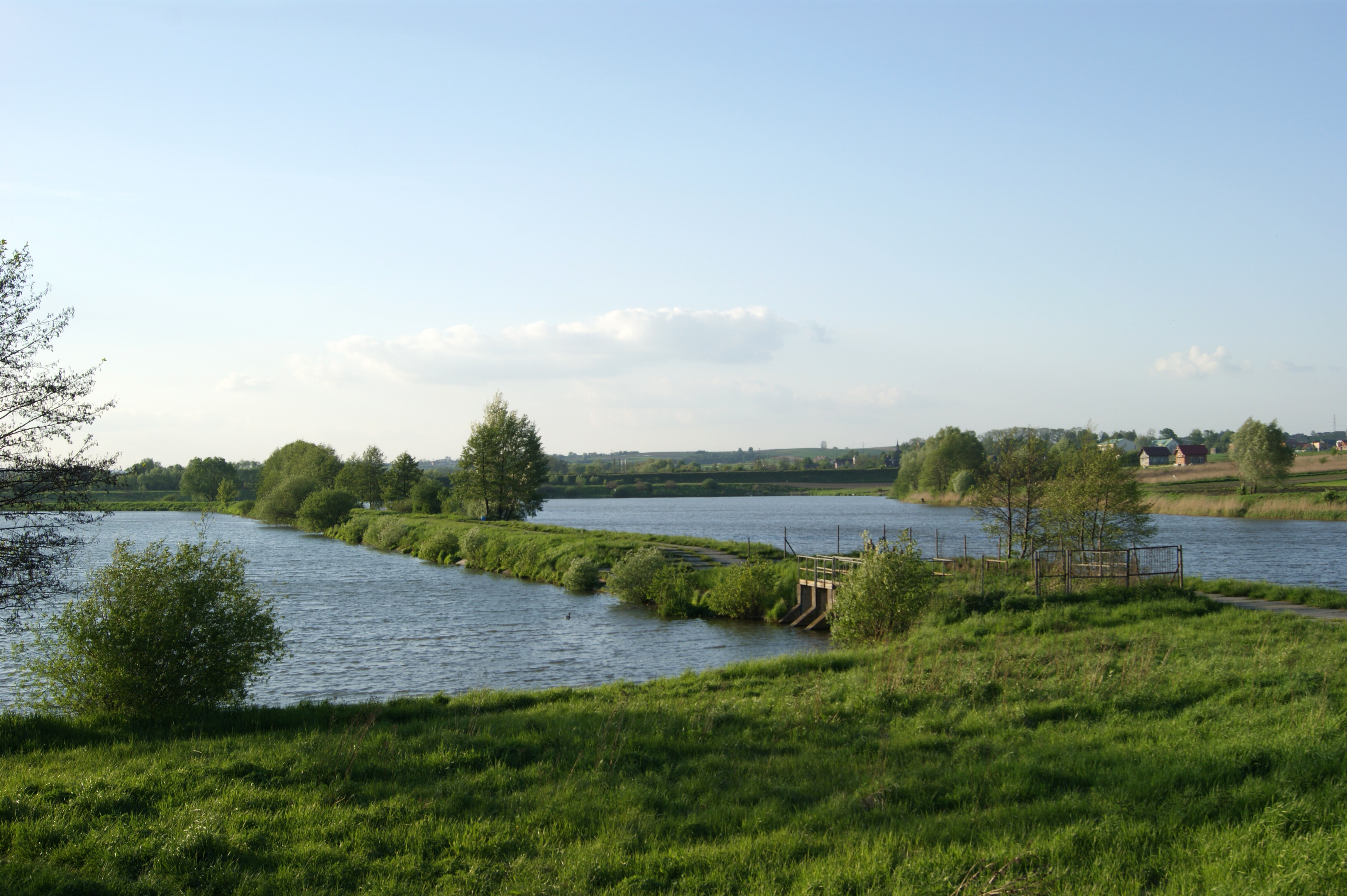
Widok od strony ul. Gustawa Morcinka